# Universo in espansione accelerata
L'astronomia osservativa ha dimostrato un universo in espansione accelerata, cioè che la velocità di espansione dell'universo sta aumentando nel tempo. La scoperta è stata fatta nel 1998 da Saul Perlmutter, Brian P. Schmidt e Adam Riess sulla base di osservazioni di supernove di tipo Ia in galassie lontane. Per tali studi ai tre scienziati è stato assegnato il premio Nobel per la fisica nel 2011. 
La scoperta di un universo in espansione accelerata è risultata inaspettata per buona parte della comunità scientifica perché il modello considerato standard all'epoca, quello relativistico di Einstein-de Sitter, prevedeva un rallentamento dell'espansione sotto l'effetto della gravità. Successivamente sono state proposte varie spiegazioni del fenomeno, come descritto più avanti. 

## Prove sperimentali
La misura della velocità dell'allontanamento di oggetti è semplicemente ottenuta misurando lo spostamento verso il rosso (redshift) dell'oggetto, ma calcolarne invece la distanza è un problema più complesso: è necessario trovare candele standard, oggetti la cui magnitudine assoluta sia nota, in modo tale da rapportare la magnitudine apparente alla distanza. Senza candele standard è impossibile misurare la relazione della legge di Hubble tra distanza e spostamento verso il rosso. 
Verso la fine degli anni novanta, osservazioni di supernovae di tipo I-A suggerirono che l'espansione dell'universo fosse in accelerazione. Le supernove di tipo I-A sono oggetti molto luminosi, tanto da diventare luminose quanto tutta la galassia a cui appartengono. Sono inoltre caratterizzate da ben definite curve di luminosità e spettro. Queste caratteristiche fanno sì che possano essere utilizzate come candele standard e permettano una misura precisa della loro distanza. Questa, insieme con la misura dello spostamento verso il rosso, ha permesso di misurare la velocità di espansione in corrispondenza a diverse distanze spazio-temporali ed evidenziare così l'accelerazione dell'espansione. Le osservazioni del 1998 sono state ripetute e confermate.Queste osservazioni inoltre sono state confermate da molte altre fonti indipendenti: l'anisotropia della radiazione cosmica di fondo, l'età dell'universo, le abbondanze degli elementi dovute alla nucleosintesi primordiale, la struttura a grande scala dell'Universo, il clustering di galassie e le misurazioni del parametro di Hubble. Tutti questi elementi confermano il modello Lambda-CDM.

## Implicazioni
L'universo in espansione accelerata implica che la velocità a cui una galassia si allontana dalle altre aumenta nel tempo. Se l'accelerazione continuerà la distanza massima alla quale sarà possibile osservare altre galassie diminuirà progressivamente, finché in un lontano futuro l'intero universo extragalattico non sarà più visibile. In uno scenario estremo e altamente ipotetico, si arriverebbe al disgregamento di tutta la materia: il Big Rip  (Grande Strappo).

## Modelli cosmologici che tentano una spiegazione

### Il modello dell'energia oscura
Diverse osservazioni indicano che l'universo potrebbe essere costituito per un 70% circa da energia a pressione negativa distribuita omogeneamente nello spazio, non osservabile direttamente e perciò chiamata energia oscura, che spiegherebbe l'espansione accelerata. La cosiddetta era del dominio dell'energia oscura, in cui tale forma di energia avrebbe iniziato a prevalere sulla gravità, sarebbe iniziata circa 4 miliardi di anni fa. I modelli cosmologici che si basano sull'energia oscura si differenziano nelle ipotesi sulla sua natura: dal modello a costante cosmologica, a quello a quintessenza e altri. Le osservazioni del satellite WMAP e della missione Planck Surveyortendono a favorire il modello basato su una costante cosmologica positiva.

#### Costante cosmologica
I modelli cosmologici relativistici standard (derivati assumendo l'omogeneità e l'isotropia dell'universo) sono caratterizzati non solo dalla densità di materia/energia, ma anche da una costante cosmologica introdotta da Albert Einstein nel 1917 con il ruolo di forza repulsiva al fine di ottenere un universo statico. La costante cosmologica venne in seguito abbandonata da Einstein quando fu accertata l'espansione dell'universo, ma fu sempre sostenuta da Georges Lemaître, uno dei padri della teoria del Big Bang. La presenza della costante cosmologica in tali modelli risponde anche a ragioni tecniche, anche se per semplicità in seguito molti cosmologi preferirono assumere che la costante cosmologica fosse nulla. Nel caso di un universo in espansione, come è il nostro, una costante cosmologica positiva che prevale sempre di più su una gravità in riduzione diviene responsabile dell'accelerazione, e a partire dagli anni '90 del XX secolo hanno cominciato ad accumularsi diverse evidenze osservative che ne hanno suggerito appunto il valore positivo. La spiegazione più accreditata per una costante cosmologica positiva risiede attualmente nell'energia del vuoto prevista dalla meccanica quantistica.

#### Quintessenza
In alternativa l'energia oscura potrebbe derivare dall'eccitazione di particelle in alcuni tipi di campi scalari dinamici (previsti dal modello standard e dalla teoria delle stringhe), chiamata quintessenza, che differisce dalla costante cosmologica soprattutto perché varia nello spazio e nel tempo. Affinché non formi strutture materiali deve essere molto leggera, così da avere una lunghezza d'onda di Compton molto grande.
Non vi sono prove dell'esistenza della quintessenza, ma l'ipotesi non può essere eliminata a priori. Generalmente prevede un'accelerazione minore dell'espansione dell'universo rispetto alla costante cosmologica. Alcuni ritengono che la miglior prova indiretta della quintessenza derivi dalla violazione del principio di equivalenza di Einstein e dalle variazioni delle costanti fondamentali nello spazio e nel tempo.

### Il modello del "tempo relativo"
L'accelerazione è una grandezza vettoriale misurata come la variazione di velocità nell'unità di tempo, ma allo stesso come la variazione di tempo nell'unità di velocità.
L'aumento del redshift e dell'accelerazione di espansione dello spazio dell'universo nel tempo rispetto ad un dato punto di osservazione, equivale quindi al fatto che l'universo si espanda in un tempo sempre inferiore rispetto al tempo di un dato punto di osservazione, cioè che il tempo dell'universo in espansione appaia accelerare da un punto di osservazione per effetto relativistico.
Secondo i professori José Senovilla, Marc Mars e Raül Vera dell'Università di Bilbao e dell'Università di Salamanca, Spagna, la spiegazione potrebbe essere data assumendo l'ipotesi che il tempo appaia rallentare (come l'espansione dello spazio avrebbe dovuto fare, ed essendo legato ad esso nello spaziotempo), e che un domani potrebbe fermarsi del tutto. Se il tempo rallenta localmente ed accelera remotamente come spiega la relatività, essi affermano, è possibile spiegare il veloce spostamento verso il rosso cosmologico (il redshift comunque indica la normale espansione osservata da Edwin Hubble) soltanto con questa ipotesi, come era nel modello standard classico (questa ipotesi non rientra nella cosmologia non standard), senza dover supporre l'esistenza di una energia oscura che sinora non è mai stata misurata direttamente.
Lo spazio starebbe quindi sì espandendosi, ma nient'affatto accelerando: "Noi non diciamo che l'universo non stia espandendosi, ma che potrebbe essere un'illusione che stia accelerando". La teoria proposta rientra come variante particolare della teoria delle superstringhe, nella quale si immagina il nostro universo confinato su una membrana fluttuante in uno spazio a più dimensioni. Gary Gibbons, cosmologo presso l'Università di Cambridge ha commentato che l'ipotesi è degna di attenzione: "Noi pensiamo che il tempo sia emerso all'epoca del Big Bang, e se è emerso può anche scomparire." Potrebbe quindi, non esistendo l'energia oscura in questo modello, verificarsi uno scenario simile al Big Freeze, oppure un Big Bounce.

### Spaziotempo in espansione
Anche questo modello prevede il tempo che rallenta (ma si dilata invece di fermarsi), ed implicazioni dovute alla distanza della luce. Questo modello nega una significativa espansione (cfr. teoria dello stato stazionario), e il redshift indica semplicemente l'età degli oggetti e la distanza percorsa dalla luce.

## Scetticismo osservazionale e teorie alternative
Alcuni astronomi, come Halton Arp, hanno continuato a negare l'accelerazione e l'espansione metrica dello spazio, portando come prova i dati discordanti e interpretando il redshift in altro modo, sulla scia dei teorici dello stato stazionario di Fred Hoyle (cosiddetto Redshift intrinseco).
Christof Wetterich dell'Università di Heidelberg, uno dei primi ipotizzatori dell'energia oscura, ha ripreso, nell'ambito sulle discussioni sulla difficoltà di postulare la singolarità gravitazionale, la teoria di Jayant V. Narlikar (uno dei sostenitori dello stato stazionario), basata su un'interpretazione di Einstein, sostenuta a lungo da Arp, del redshift intrinseco dovuto all'età delle particelle; egli ha proposto un modello fisico alternativo secondo il quale si potrebbe fare a meno dell'ipotesi dell'espansione cosmica eterna e quindi dell'accelerazione, pur non negando il Big Bang. Il redshift non sarebbe prodotto da un allontanamento ma da un aumento della massa delle particelle elementari nel corso di miliardi di anni, senza che in effetti aumenti la materia. L'universo, come nella teoria di Hoyle e Arp, aumenta ma non si espande. Il problema è la scarsa verificabilità di tale tesi, in quanto non aumenta solo la massa delle particelle ma anche quella degli strumenti di misurazione e di ciò che venga usato come paragone.
Alcuni teorici pensano che l'energia oscura e l'accelerazione cosmica siano prova del fallimento della relatività generale su scale superiori a quelle dei superammassi di galassie. Uno dei modelli alternativi sono le teorie MOND (Modified Newton Dynamics = dinamica newtoniana modificata).
Un altro modello è la cosmologia del plasma. Altri modelli sono basati sull'ipotesi di repulsione gravitazionale.
Il fisico e matematico Roger Penrose afferma che l'energia oscura non esiste e l'universo in accelerazione si spiegherebbe con la presunta quantità superflua di radiazione gravitazionale che attraverserebbe un eone temporale arrivando ad un altro, secondo la sua teoria detta cosmologia ciclica conforme. Nel modello di Penrose l'universo è costituito da infiniti eoni di spaziotempo. Penrose ha calcolato che una certa quantità di radiazione gravitazionale deve essere preservata attraverso il confine tra eoni, sfuggendo al processo della radiazione di Hawking; suggerisce che questa radiazione gravitazionale supplementare può essere sufficiente a spiegare l'accelerazione cosmica osservata, senza fare ricorso al campo di materia derivato dall'ipotetica enorme quantità di energia oscura.
Altri sostengono che a causa delle dimensioni del cosmo vediamo "il passato", ossia l'universo che si stava allontanando dopo il Big Bang, ma in realtà abbia già cominciato a contrarsi in un Big Bounce o in un Big Crunch (un'idea ripresa dalle prime spiegazioni dell'espansione metrica dello spazio, in cui è lo spazio che si allarga, non gli oggetti che si muovono, descritta tramite la relatività generale; per cui, ad esempio, vediamo le galassie lontane 1 miliardo di anni luce, come erano 1 miliardo di anni fa e non come sono ora). Questa ipotesi secondo alcuni però contraddirebbe la legge di Hubble, il principio cosmologico e il principio copernicano (verificato con la radiazione di fondo), implicando che abbiamo una posizione "particolare" nell'universo e "vediamo" l'espansione del Big Bang attraverso lo spaziotempo (cfr. i concetti di orizzonte cosmologico e universo osservabile).
Secondo due fisici dell'University of Southern Mississippi, Lawrence Mead e Harry Ringermacher il nostro Universo si sta espandendo ma allo stesso tempo sta oscillando. I risultati di questo studio, pubblicati su Astronomical Journal, suggeriscono che l'Universo sia passato da una fase di espansione rallentata ad una fase di espansione accelerata non una volta bensì 7 volte nel corso di 13,8 miliardi di anni.
Secondo Alexander Kashlinsky (famoso per il controverso lavoro sul cosiddetto flusso oscuro) l'accelerazione è un'illusione ottica: la vasta regione dello spaziotempo in cui viviamo (di circa 2,5 miliardi di anni luce di diametro), è in movimento rispetto al resto dell'universo. Questo fa apparire come se l'universo si espandesse sempre più velocemente, ma in realtà la sua espansione starebbe addirittura rallentando.
Altri pensano che ci sia stato un errore osservativo e di calcolo, o che sia solo una delle fasi di espansione e contrazione. Secondo uno studio dell'ottobre 2016 l'universo non si starebbe espandendo ad un ritmo accelerato e la sua velocità di espansione sarebbe costante. Dato che la seconda legge della dinamica dice che F = m a (dove a è l'accelerazione di un corpo di massa m soggetto ad una forza F), non è quindi soggetto a forza (F=0). Se lo spaziotempo si espande a velocità costante non è necessario ipotizzare la presenza di energia oscura né definire l'universo come in espansione accelerata.

### Vuoto cosmico
Una teoria che nega l'accelerazione prevede la possibilità che la Via Lattea sia parte di un grande vuoto cosmico anche se non con una scarsa densità.. Ipotesi simili sono le teorie alternative come la "bolla cosmica" e affini (George Ellis, Edward Kipreos, ecc.). Tali vuoti esistono e sono stati misurati, in varie zone dell'universo. Se invece che un grande spazio a densità molto bassa vi fossero una serie di piccole regioni di bassissima densità, distribuite con regolarità, queste riprodurrebbero collettivamente gli stessi effetti dell'energia oscura. Quindi, complessivamente, l'universo rispetterebbe il principio cosmologico sia nel caso di un unico vuoto sia nel caso di tante regioni di bassa densità, ma lo farebbe non localmente. Secondo uno studio condotto da un gruppo di ricerca dell'Università di Heidelberg nel 2013, la visione che abbiamo dell'espansione dell'universo potrebbe essere almeno in parte falsata se la Via Lattea si trovasse in una zona dove la concentrazione di materia è inferiore alla media dell'intero cosmo, cioè in una cosiddetta "bolla di Hubble". Il modello teorico spiega così le discrepanze tra le misure di velocità d'espansione dell'universo, ad esempio le variazioni oscillatorie della velocità di espansione dell'universo, studiate anche nel 2015.
La materia fuori dalla bolla attrarrebbe le galassie vicine in maniera così intensa che si muoverebbero con una velocità maggiore della media. In tal caso la costante di Hubble è più grande, ma si applicherebbe ai nostri dintorni ma non a tutto l'universo nel suo complesso.